# Yoshio Sonoda
Yoshio Sonoda (jap. 園田義男, Sonoda, Yoshio, * 30. August 1945 in der Präfektur Fukuoka; † 29. Januar 2018 ebenda) war ein japanischer Judoka. Er war Universiadesieger 1967 und Weltmeister 1969.

## Karriere
Sonoda begann in der Gewichtsklasse bis 80 Kilogramm und belegte den dritten Platz bei den japanischen Meisterschaften 1966. 1967 startete er bei der Universiade in Tokio in der Gewichtsklasse bis 63 Kilogramm und gewann den Titel.
1969 belegte er bei den japanischen Meisterschaften den dritten Platz in der Gewichtsklasse bis 70 Kilogramm, der niedrigsten Gewichtsklasse bei diesen Meisterschaften. Bei den Weltmeisterschaften 1969 in Mexiko-Stadt bezwang er im Pool-Finale den Franzosen Serge Feist und im Kampf um den Finaleinzug Sergei Suslin. Das Finale gewann er gegen seinen Landsmann Toyokazu Nomura.
1972 belegte Yoshio Sonoda noch einmal den dritten Platz bei den japanischen Meisterschaften, diesmal in der Gewichtsklasse bis 63 Kilogramm.